# Hypostomus subcarinatus
Hypostomus subcarinatus es una especie de peces de la familia Loricariidae en el orden de los Siluriformes.

## Morfología
Los machos pueden llegar alcanzar los 31 cm de longitud total.

## Distribución geográfica
Se encuentran en Sudamérica: ríos costeros del este de Brasil, incluyendo el río São Francisco.